# J.R. Rotem
Jonathan Reuven Rotem (Johannesburg, Južnoafrička Republika, 1975.), bolje poznat samo kao J.R. Rotem, američki je glazbeni producent i tekstopisac koji trenutno živi u Los Angelesu, Kaliforniji. J.R. Rotem ima svoju diskografsku kuću Beluga Heights Records. Svoju glazbenu karijeru započeo je 2001. godine kada je producirao pjesmu "Fancy" za album Survivor grupe Destiny's Child.

## Biografija

### Raniji život (1975. – 2000.)
J.R. Rotem je rođen kao Jonathan Reuven Rotem, 1975. godine u Johannesburgu, Južnoafričkoj Republici. Njegovi roditelji bili su izraelski doseljenici u Južnoafričku Republiku. Kada je napunio dvije godine, zajedno sa svojim roditeljima preselio se u Toronto. Već kada je napunio dvanaest godina preselio se u Moragu, Kaliforniju. Rotem se prvi puta susreo s glazbom kada je u ranoj dobi počeo svirati glasovir. Nakon srednje škole pohađao je Berklee College of Music gdje je namjeravao studirati filmsko ocjenjivanje, ali je na kraju završio u jazz sastavu.

### Glazbena karijera (2001. - danas)
J.R. Rotem je svoju glazbenu karijeru započeo 2001. godine kada je bio producent na albumu Survivor za pjesmu "Fancy" grupe Destiny's Child. To je bio prvi put kada se probio na glazbenu scenu.

## Vanjske poveznice
- Službena stranica  Arhivirana inačica izvorne stranice od 21. srpnja 2012. (Wayback Machine)
- J.R. Rotem na Allmusicu
- J.R. Rotem na Discogsu
- J.R. Rotem na Billboardu